# Scelimena multidentatum
Scelimena multidentatum is een rechtvleugelig insect uit de familie doornsprinkhanen (Tetrigidae). De wetenschappelijke naam van deze soort is voor het eerst geldig gepubliceerd in 1906 door Hancock.